# 알렉산드르 볼슈노프
알렉산드르 알렉산드로비치 볼슈노프(러시아어: Алекса́ндр Алекса́ндрович Большуно́в, 1996년 12월 31일~)는 러시아의 크로스컨트리 스키 선수이다. 2018년과 2022년 동계 올림픽에 참가하여 메달 9개를 획득했으며, 그 중 금메달은 3개이다. 그는 올림픽 크로스컨트리 스키 6개 종목에서 전부 메달을 획득한 최초의 선수이며, 단일 동계 올림픽 대회에서 가장 많은 메달을 획득한 선수이다. 또한 세계 선수권 대회에서 금메달 1개, 은메달 6개, 동메달 1개를 획득했으며, 크로스컨트리 스키 월드컵에서 종합 우승 2회를 달성했다. 또한 월드컵 내부 대회인 투르 드 스키 우승 2회, 월드컵 파이널 우승 1회를 달성했으며, 소련 해체 이후 월드컵에서 종합 우승을 차지한 최초의 러시아 선수이기도 하다.